# Spezifischer Widerstand
Der spezifische Widerstand (kurz für spezifischer elektrischer Widerstand oder auch Resistivität) ist eine temperaturabhängige Materialkonstante mit dem Formelzeichen {\displaystyle \rho } (griechisch rho). Er wird vor allem zur Berechnung des elektrischen Widerstandes einer (homogenen) elektrischen Leitung oder einer Widerstands-Geometrie genutzt. Meistens wird der spezifische Widerstand in der Einheit {\displaystyle \mathrm {\tfrac {\Omega \cdot mm^{2}}{m}} } angegeben. Die kohärente SI-Einheit ist das Ohmmeter ({\displaystyle \Omega \cdot \mathrm {m} }).
Der Kehrwert des spezifischen Widerstands ist die elektrische Leitfähigkeit.

## Ursache und Temperaturabhängigkeit
Verantwortlich für den spezifischen elektrischen Widerstand in reinen Metallen sind zwei Anteile, die sich gemäß der Matthiessenschen Regel überlagern:
- Stöße der Ladungsträger (hier Elektronen) mit Gitterschwingungen (Phononen); dieser Anteil ist von der Temperatur abhängig, und
- Stöße der Ladungsträger (hier Elektronen) mit Verunreinigungen, Fehlstellen und Gitterbaufehlern; dieser Anteil ist nicht von der Temperatur, sondern von der Konzentration der Gitterfehler abhängig.

Der temperaturabhängige Anteil am spezifischen Widerstand ist bei allen Leitern in einem jeweils begrenzten Temperaturbereich näherungsweise linear:
{\displaystyle \rho (T)=\rho (T_{0})\cdot (1+\alpha \cdot (T-T_{0}))}
wobei α der Temperaturkoeffizient, T die Temperatur und T0 eine beliebige Temperatur, z. B. T0 = 293,15 K = 20 °C, bei der der spezifische elektrische Widerstand ρ(T0) bekannt ist (siehe Tabelle unten).
Je nach Vorzeichen des linearen Temperaturkoeffizienten unterscheidet man zwischen Kaltleitern (engl.: positive temperature coefficient of resistance, PTC) und Heißleitern (engl.: negative temperature coefficient of resistance, NTC). Die lineare Temperaturabhängigkeit gilt nur in einem begrenzten Temperaturintervall. Dieses kann bei reinen Metallen vergleichsweise groß sein. Darüber hinaus muss man Korrekturen anbringen (siehe auch: Kondo-Effekt).
Reine Metalle haben einen positiven Temperaturkoeffizienten des spezifischen elektrischen Widerstandes von etwa 0,36 %/K bis über 0,6 %/K. Bei Platin (0,385 %/K) nutzt man das, um Platin-Widerstandsthermometer zu bauen.
Der spezifische elektrische Widerstand von Legierungen ist nur gering von der Temperatur abhängig, hier überwiegt der Anteil der Störstellen. Ausgenutzt wird dies beispielsweise bei Konstantan oder Manganin, um einen besonders geringen Temperaturbeiwert bzw. einen temperaturstabilen Widerstandswert zu erhalten.

## Spezifischer Widerstand als Tensor
Bei den meisten Materialien ist der elektrische Widerstand richtungsunabhängig (isotrop). Für den spezifischen Widerstand genügt dann eine einfache skalare Größe, also eine Zahl mit Einheit.
Anisotropie beim elektrischen Widerstand findet man bei Einkristallen (oder Vielkristallen mit Vorzugsrichtung) mit weniger als kubischer Symmetrie. Die meisten Metalle haben kubische Kristallstruktur und sind schon daher isotrop. Zusätzlich hat man oft eine viel-kristalline Form ohne ausgeprägte Vorzugsrichtung (Textur). Ein Beispiel für anisotropen spezifischen Widerstand ist Graphit als Einkristall oder mit Vorzugsrichtung.
Der spezifische Widerstand ist dann ein Tensor 2. Stufe, der die elektrische Feldstärke {\displaystyle {\vec {E}}} mit der elektrischen Stromdichte {\displaystyle {\vec {j}}} verknüpft.
{\displaystyle {\vec {E}}=\rho \cdot {\vec {j}}}

## Zusammenhang mit dem elektrischen Widerstand
Der elektrische Widerstand eines Leiters mit einer über seine Länge konstanten Querschnittsfläche (Schnitt senkrecht zur Längsachse eines Körpers) beträgt:

Widerstand mit Kontakten an beiden Enden

{\displaystyle R=\rho \cdot {\frac {l}{A}}}
wobei {\displaystyle R} der elektrische Widerstand, {\displaystyle \rho } der spezifische Widerstand, {\displaystyle l} die Länge und {\displaystyle A} die Querschnittsfläche des Leiters ist.
Folglich kann man {\displaystyle \rho } aus der Messung des Widerstandes eines Leiterstückes bekannter Geometrie bestimmen:
{\displaystyle \rho ={R}\cdot {\frac {A}{l}}}
Die Querschnittsfläche {\displaystyle A} eines runden Leiters (zum Beispiel eines Drahtes) errechnet sich aus dem Durchmesser {\displaystyle d} zu:
{\displaystyle A=\pi \cdot {\frac {d^{2}}{4}}}
Die Voraussetzung für die Gültigkeit dieser Formel für den elektrischen Widerstand {\displaystyle R} ist eine konstante Stromdichteverteilung über den Leiterquerschnitt {\displaystyle A}, das heißt, an jedem Punkt des Leiterquerschnitts ist die Stromdichte {\displaystyle J} gleich groß. Näherungsweise ist das gegeben, wenn die Länge des Leiters groß im Vergleich zu den Abmessungen seines Querschnitts ist und der Strom ein Gleichstrom oder niederfrequent ist. Bei hohen Frequenzen führen der Skin-Effekt und bei inhomogenen hochfrequenten Magnetfeldern und Geometrien der Proximity-Effekt zu einer inhomogenen Stromdichteverteilung.
Weitere aus dem spezifischen Widerstand ableitbare Kenngrößen sind:
- der Flächenwiderstand R□ (Schichtwiderstand einer Widerstandsschicht); Einheit {\displaystyle \Omega }
- der Widerstand pro Länge eines Drahtes oder Kabels R/l; Einheit {\displaystyle \Omega }/m

## Einteilung von Materialien
Bei elektrischen Leitern wird der spezifische Widerstand statt in {\displaystyle \Omega \cdot \mathrm {m} } oft in der für Drähte anschaulicheren Form {\displaystyle \mathrm {\frac {\Omega \cdot mm^{2}}{m}} } angegeben. Weiterhin ist auch {\displaystyle \Omega \cdot \mathrm {cm} } üblich.
Es gilt:
{\displaystyle \mathrm {1\,{\frac {\Omega \,mm^{2}}{m}}=10^{-6}\,\Omega \,m} }
{\displaystyle \mathrm {1\,\Omega \,m=100\,\Omega \,cm} }
Der spezifische Widerstand eines Materials wird häufig für die Einordnung als Leiter, Halbleiter oder Isolator verwendet. Die Unterscheidung erfolgt anhand des spezifischen Widerstands:
- Leiter: {\displaystyle \rho <100\,\mathrm {\frac {\Omega mm^{2}}{m}} }
- Halbleiter: {\displaystyle \rho =100{\text{ bis }}10^{12}\,\mathrm {\frac {\Omega mm^{2}}{m}} }
- Isolatoren oder Nichtleiter: {\displaystyle \rho >10^{12}\,\mathrm {\frac {\Omega mm^{2}}{m}} }

Diese Einteilung ist lediglich als Richtwert zu betrachten und kann in der Literatur auch um bis zu zwei Größenordnungen davon abweichen. Deshalb ist eine Einteilung nach der Lage der Fermi-Energie in der Bandstruktur und nach Art und Beweglichkeit der Ladungsträger häufig eindeutiger.

## Spezifischer Widerstand verschiedener Materialien
| Material                           | Spezifischer Widerstand (Ω · mm2/m)                                              | Linearer Widerstands- Temperaturkoeffizient (10−3/K) |
| ---------------------------------- | -------------------------------------------------------------------------------- | ---------------------------------------------------- |
| Aluminium                          | 0,0265                                                                           | 3,9                                                  |
| Aluminiumoxid                      | ≈ 1e18                                                                           | ≈ -23                                                |
| Bernstein                          | ≈ 1e22                                                                           |                                                      |
| Blei                               | 0,208                                                                            | 4,2                                                  |
| Blut                               | 1.4e6 …1.9e6 (Mensch)                                                            |                                                      |
| nichtrostender Stahl (1.4301, V2A) | 0,72                                                                             |                                                      |
| Eisen                              | 0,10...0,15                                                                      | 5,6                                                  |
| Fettgewebe                         | ≈ 3.3e7                                                                          |                                                      |
| Germanium (Fremdanteil < 10−9)     | ≈ 500000                                                                         |                                                      |
| Glas                               | 1e16 …1e21                                                                       |                                                      |
| Glimmer                            | 1e15 …1e18                                                                       |                                                      |
| Gold                               | 0,02214                                                                          | 3,9                                                  |
| Graphit                            | 2…5 (in Basalebene), 3e3 …10e3 (orthogonal)                                      |                                                      |
| Gummi (Hartgummi) (Werkstoff)      | ≈ 1e19                                                                           |                                                      |
| Holz (trocken)                     | 1e10 …1e16                                                                       |                                                      |
| Kochsalzlösung (10 %)              | 79000                                                                            |                                                      |
| Kohlenstoff                        | 0,1…1 (Carbon-Nanotubes) 2…5 (Graphit, in Basalebene) ≈ 1e18 (Diamant, Isolator) |                                                      |
| Konstantan                         | 0,5                                                                              | 0,05                                                 |
| Kupfer (rein, „IACS“)              | 0,01721                                                                          | 3,9                                                  |
| Kupfer (Elektro-Kabel)             | 0,0169…0,0175                                                                    |                                                      |
| Kupfersulfatlösung (10 %)          | 300000                                                                           |                                                      |
| Magnesium                          | 0,0439                                                                           |                                                      |
| Messing                            | 0,07                                                                             | 1,5                                                  |
| Muskelgewebe                       | 2e6                                                                              |                                                      |
| Nickel                             | 0,0693                                                                           | 6,7                                                  |
| NiCr8020 (Legierung)               | 1,32                                                                             | ≈ 0.15                                               |
| Papier                             | 1e15 …1e17                                                                       |                                                      |
| Platin                             | 0,105                                                                            | 3,8                                                  |
| Polypropylenfolie                  | ≈ 1e11                                                                           |                                                      |
| Porzellan                          | ≈ 1e18                                                                           |                                                      |
| Quarzglas                          | 7.5e23                                                                           |                                                      |
| Quecksilber                        | 0,961 (25 °C) 0,6836 (−38,5 °C, flüssig) 0,608 (−39,1 °C, fest)                  | 0,86                                                 |
| Salzsäure (10 %)                   | ≈ 15000                                                                          |                                                      |
| Schwefel                           | ≈ 1e21                                                                           |                                                      |
| Schwefelsäure (10 %)               | ≈ 25000                                                                          |                                                      |
| Silber                             | 0,01587                                                                          | 3,8                                                  |
| Stahl                              | 0,1…0,2                                                                          | 5,6                                                  |
| Titan                              | ≈ 0.8                                                                            |                                                      |
| Wasser (reinst, im Vakuum)         | ≈ 1e12                                                                           |                                                      |
| Wasser (typ. Leitungswasser)       | ≈ 1e7 (Wasserhärte)                                                              |                                                      |
| Wasser (typ. Meerwasser)           | ≈ 500000                                                                         |                                                      |
| Wolfram                            | 0,0528                                                                           | 4,1                                                  |
| Zinn                               | 0,109                                                                            | 4,5                                                  |

Für eine ausführliche Tabelle von Temperaturkoeffizienten siehe Temperaturkoeffizient.

## Beispiel
Es sei die Länge eines unbekannten Metalldrahtes {\displaystyle l=2\,\mathrm {m} }, dessen Querschnitt {\displaystyle A=0{,}01\,\mathrm {mm} ^{2}}, die Testspannung betrage {\displaystyle U=2\,\mathrm {V} } und der Strom sei zu {\displaystyle I=0{,}57\,\mathrm {A} } gemessen worden.
Gesucht ist der spezifische elektrische Widerstand {\displaystyle \rho } des Draht-Materials.
Es gilt
{\displaystyle R={\rho }\cdot {\frac {l}{A}}={\frac {U}{I}}}
Nach {\displaystyle \rho } umgestellt, ergibt sich
{\displaystyle {\rho }={\frac {R\cdot A}{l}}={\frac {U\cdot A}{I\cdot l}}}
und mit den Werten wird
{\displaystyle \rho ={\frac {3{,}5\,\Omega \cdot 0{,}01\,\mathrm {mm} ^{2}}{2\,\mathrm {m} }}=0{,}0175\,\mathrm {\frac {\Omega \cdot mm^{2}}{m}} }
Der so bestimmte spezifische Widerstand des untersuchten Drahtes deutet darauf hin, dass es sich wohl um Kupfer handeln könnte.